# التصوير بالموجات فوق الصوتية الوظيفية
التصوير بالموجات فوق الصوتية الوظيفية هو تقنية للتصوير بالموجات فوق الصوتية الطبية تُستخدم لرصد التغيرات في الأنشطة والعمليات الاستقلابية (الأيضية) العصبية، مثل مواقع النشاط الدماغي، أو قياسها، وذلك عادةً من خلال قياس التغيرات الديناميكية الدموية (تدفق الدم). وهو يُعد امتدادًا لتخطيط الصدى الدوبلري.

## خلفية
يمكن قياس تنشيط الدماغ مباشرة عبر تصوير النشاط الكهربائي للعصبونات باستخدام الصبغات الحساسة للجهد، أو تصوير الكالسيوم، أو تخطيط كهربية الدماغ، أو تخطيط مغناطيسية الدماغ. يمكن قياسه أيضًا بصورة غير مباشرة من خلال الديناميكية الدموية، أي عبر رصد التغيرات في تدفق الدم في الأجهزة الوعائية العصبية من خلال التصوير بالرنين المغناطيسي الوظيفي (إف إم آر آي)، أو التصوير المقطعي بالإصدار البوزيتروني (بّي إي تي)، أو التحليل الطيفي للأشعة تحت الحمراء القريبة (إف إن آي آر إس)، أو تخطيط الصدى الدوبلري، إلخ.
تُوفر الطرق المعتمدة على البصريات عمومًا الدقةَ المكانية والزمانية الأعلى، لكنها تقتصر على قياس المناطق القريبة من السطح بسبب التشتت. لذلك فإنها تُستخدم غالبًا على النماذج الحيوانية بعد إزالة الجمجمة جزئيًا أو ترقيقها للسماح للضوء باختراق نسيج الدماغ. كان التصوير بالرنين المغناطيسي الوظيفي والتصوير المقطعي بالإصدار البوزيتروني، اللذان يقيسان إشارة مستوى أكسجين الدم (بي أو إل دي)، التقنيتين الوحيدتين القادرتين على تصوير النشاط العميق للدماغ. ترتفع إشارة مستوى أكسجين الدم حين يتجاوز تنشيطُ العصبونات استهلاكَ الأكسجين، حيث يزداد تدفق الدم بصورة ملحوظة، ما يؤدي إلى تغيرات في الحجم الدموي الدماغي (سي بي ڤي). تُطلق على هذه العلاقة بين النشاط العصبوني وتدفق الدم تسمية الاقتران الوعائي العصبي (الترابط الوعائي العصبي). في الواقع، مهّد التصوير العميق للاستجابات الديناميكية الدموية الدماغية عبر التصوير بالرنين المغناطيسي الوظيفي، باعتباره وسيلةً غير باضعة (غير غازِيَة)، الطريقَ لاكتشافات كبرى في العلوم العصبية في مراحلها الباكرة، وهو قابل للتطبيق لدى البشر.
على أي حال، يعاني التصوير بالرنين المغناطيسي الوظيفي بعضَ القيود. أولًا، قد يكون حجم أجهزة التصوير بالرنين المغناطيسي كبيرًا وتكلفتها باهظةً. ثانيًا، يؤدي تحقيق دقة مكانية عالية في التصوير بالرنين المغناطيسي الوظيفي بالضرورة إلى تناقص دقته الزمانية و/أو نسبة الإشارة إلى الضجيج (إس إن آر). ونتيجةً لذلك، يصعب تصوير التفاصيل المكانية الدقيقة للأحداث العابرة مثل الصرع. وأخيرًا، لا يُعد التصوير بالرنين المغناطيسي الوظيفي مناسبًا لجميع التطبيقات السريرية. على سبيل المثال، نادرًا ما يُجرى التصوير بالرنين المغناطيسي الوظيفي لدى الرضّع، لأنهم لا يستطيعون البقاء ثابتين داخل أجهزة التصوير بالرنين المغناطيسي.
كما هو الحال في التصوير بالرنين المغناطيسي الوظيفي، يعتمد التصوير بالموجات فوق الصوتية الوظيفية الدوبلرية على الاقتران الوعائي العصبي، وبالتالي فهو مقيد بالخصائص المكانية الزمانية لهذا الاقتران، وتحديدًا بتغيرات الحجم الدموي الدماغي (سي بي ڤي). يُعد الحجم الدموي الدماغي معيارًا مهمًا للتصوير الوظيفي، ويُستخدم بالفعل في وسائل أخرى مثل التصوير البصري الداخلي أو التصوير بالرنين المغناطيسي الوظيفي المرجّح بالحجم الدموي الدماغي (CBV-weighted fMRI). دُرس النطاق الزماني المكاني لاستجابة الحجم الدموي الدماغي بصورة واسعة. يمكن أن تصل الدقة المكانية لاستجابة الحجم الدموي الدماغي المحفَّزة حسيًا حتى عمود قشري واحد (~100 ميكرومتر). قيست دالة الاستجابة النبضية للحجم الدموي الدماغي زمنيًا لتبدأ نموذجيًا عند ~0.3 ثانية وتبلغ ذروتها عند ~1 ثانية استجابةً للمنبهات فائقة القصر (300 ميكروثانية)، وهي أبطأ بكثير من النشاط الكهربائي الأساسي.

## الأساليب المعتمدة على الدوبلر التقليدي
غالبًا ما تُستخدم التغيرات الديناميكية الدموية في الدماغ مؤشرًا بديلًا للنشاط العصبوني من أجل رسم خارطة لمواقع نشاط الدماغ. يحدث جزء كبير من الاستجابة الديناميكية الدموية في الأوعية الدموية الصغيرة؛ إلا أن تخطيط الصدى الدوبلري التقليدي ليس حساسًا بما يكفي لرصد تدفق الدم في مثل هذه الأوعية الصغيرة.

### تخطيط الدوبلر الوظيفي عبر الجمجمة (إف تي سي دي)
يمكن استعمال تخطيط الصدى الدوبلري (التصوير بالموجات فوق الصوتية الدوبلرية) للحصول على قياسات وظيفية أساسية لنشاط الدماغ باستخدام تدفق الدم. في تخطيط الصدى الدوبلري الوظيفي عبر الجمجمة، يُستخدم مِحوالٌ (مُحوِّل طاقة) منخفض التردد (1-3 ميغاهرتز) عبر نافذة العظم الصدغي مع وضع نمط دوبلر نبضي تقليدي لتقدير تدفق الدم في نقطة بؤرية واحدة. عادةً ما يتم الحصول على النسق الزمني لسرعة الدم في الشرايين الكبيرة الرئيسة، مثل الشريان المخي الأوسط (إم سي إيه). تُقارن السرعة الذروية بين ظروف الراحة وظروف العمل، أو بين الجانبين الأيمن والأيسر عند دراسة التفارق (تخصيص وظائف الدماغ).
النافذة الصدغية هي المنطقة الجانبية الأرق في الجمجمة، وهي خالية من الشعر في معظم الأوقات، وتُستخدم غالبًا في تخطيط الدوبلر الوظيفي عبر الجمجمة.

### الدوبلر الطاقي
الدوبلر الطاقيّ (دوبلر الطاقة) هو متوالية دوبلرية تقيس الطاقة فوق الصوتية المتبعثرة المرتدة من خلايا الدم الحمراء في كل بكسل من الصورة. وهو لا يوفر أي معلومات عن سرعة الدم، بل يتناسب مع حجم الدم ضمن البكسل. مع ذلك، يفتقر التصوير بالدوبلر الطاقي التقليدي إلى الحساسية اللازمة لرصد الشُرينات والوُرَيدات الصغيرة، وبالتالي لا يمكنه توفير معلومات وظيفية عصبية موضعية عبر الاقتران الوعائي العصبي.

## التصوير بالدوبلر فائق الحساسية
كان التصوير بالموجات فوق الصوتية الوظيفية رائدًا في المدرسة العليا للفيزياء والكيمياء الصناعيتين في مدينة باريس (إي إس بّي سي آي) على أيدي فريق ميكائيل تانتيه بعد عملهم على التصوير فائق السرعة والدوبلر فائق السرعة.

### المبادئ
يعتمد الدوبلر فائق الحساسية على ماسحات تصوير فائقة السرعة قادرة على التقاط الصور بآلاف الإطارات في الثانية (~1 كيلوهرتز)، ما يعزز نسبة الإشارة إلى الضجيج للدوبلر الطاقي دون الحاجة إلى عوامل تباين. بدلًا من استحواذ السطر تلو الآخر في أجهزة الموجات فوق الصوتية التقليدية، تستفيد الموجات فوق الصوتية فائقة السرعة من إرسالات متتالية لموجات مستوية المائلة التي تتجمّع بعد ذلك باتّساق (بشكل متماسك) لتكوين صور بمعدلات إطارات عالية. يتكون التوجيه الشعاعي المركب المتّسق (تشكيل الحزمة المركب المتماسك) من إعادة تجميع الأصداء المتبعثرة من إضاءات مختلفة والتي حُقِّقت على حقل الضغط الصوتي بزوايا متنوعة (على عكس الكثافة الصوتية للحالة غير المتّسقة). تُضاف الصور جميعها باتّساق للحصول على صورة مركبة نهائية. تُنتَج هذه الإضافة تحديدًا دون أخذ غلاف الإشارات الموجهة شعاعيًا أو أي إجراء لا خطي آخر لضمان إضافةٍ متّسقةٍ. ونتيجة لذلك، فإن الإضافة المتسقة لموجات صدوية عديدة تؤدي إلى إلغاء الأشكال الموجية خارج الطور، وتضييق دالة انتشار النقطة (بّي إس إف)، وبالتالي زيادة الدقة المكانية. يوضح أحد النماذج النظرية أن تحسين الحساسية في طريقة الدوبلر فائق الحساسية ترجع إلى الجمع بين ارتفاع نسبة الإشارة إلى الضجيج لصور التدرج الرمادي، بسبب التركيب التجميعي الاصطناعي للأصداء المتبعثرة، والمتوسط الشامل لعينات الإشارة، بسبب الدقة الزمانية العالية لمعدلات الإطارات فائقة السرعة. جرى تحسين الحساسية مؤخرًا بشكل أكبر باستخدام إرسالات الموجات المستوية المتعددة ومرشحات التشوش الزماني المكاني المتقدمة من أجل تمييز أفضل بين انخفاض تدفق الدم وحركة الأنسجة. يستخدم باحثو الموجات فوق الصوتية منصات أبحاث التصوير فائق السرعة مع الاستحواذ المتوازي على القنوات وبرمجة المتواليات المخصصة بهدف استكشاف وسائل الدوبلر/الموجات فوق الصوتية الوظيفية فائقة الحساسية. يجب بعد ذلك تنفيذ شفرة مخصصة للتوجيه الشعاعي باستخدام وحدة معالجة الرسوميات (جي بّي يو) عالية الأداء بالوقت الفعلي وبمعدل نقل بيانات مرتفع (عدة غيغابايت/ثانية) لإجراء التصوير بمعدل إطارات مرتفع. يمكن أيضًا لعمليات الاستحواذ عادةً توفير كميات هائلة من البيانات بسهولة اعتمادًا على مدة الاستحواذ.